# Pierre Kaffer

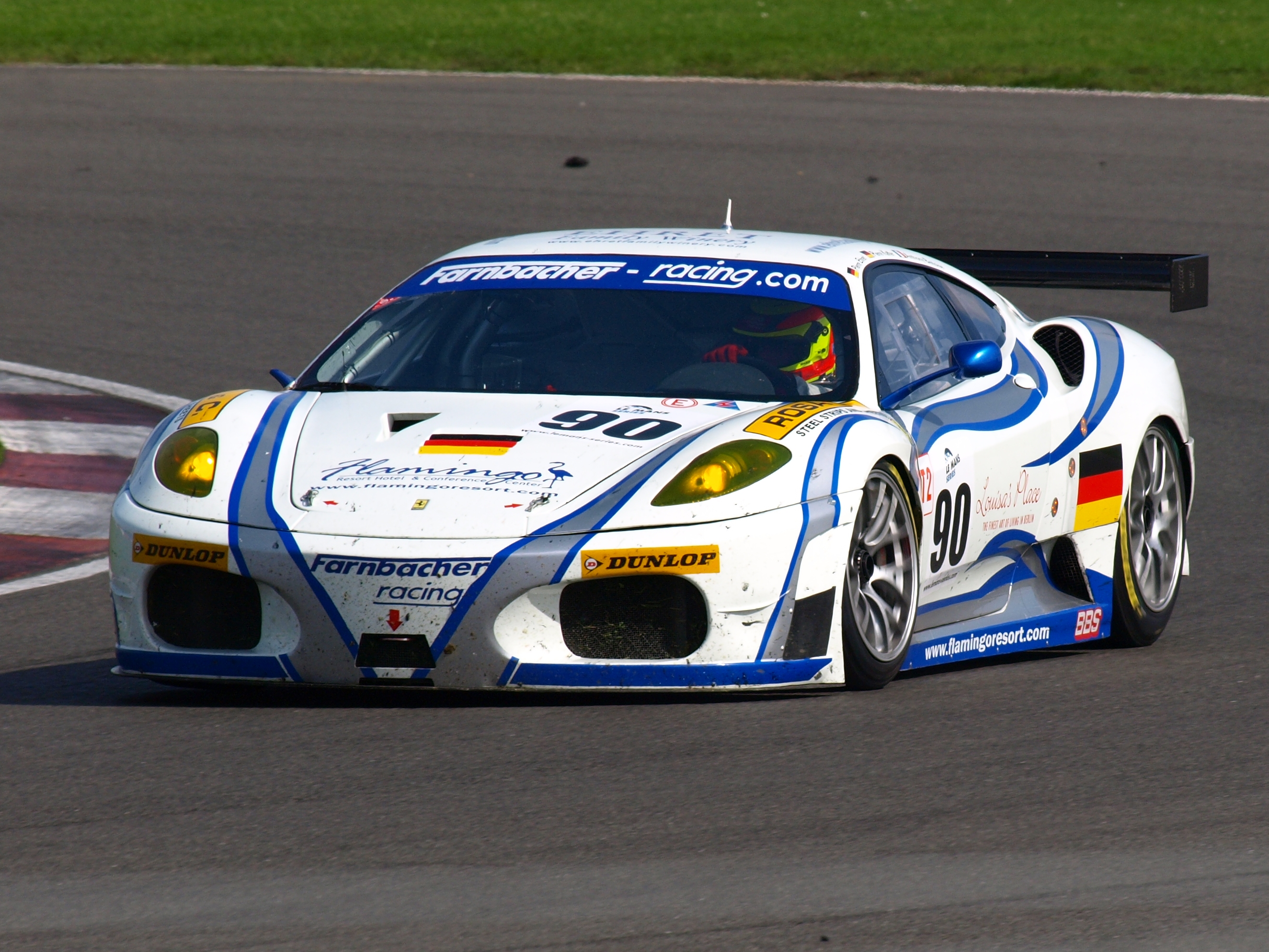
Kaffer 2008-ban

Pierre Kaffer (Bad Neuenahr-Ahrweiler, 1976. november 7. –) német autóversenyző.

## Pályafutása
Pályafutása kezdetén a Formula Ford, a Formula Opel, majd a német Formula–3-as bajnokságban versenyzett.
2004-ben megnyerte a Sebringi 12 órás versenyt, továbbá első lett a Nürburgringi 1000 kilométeres versenyen is. 2005-ben és 2006-ban a Német túraautó-bajnokságban vett részt. 2009-től az Amerikai Le Mans sorozat futamain indult.
2004 óta három alkalommal állt rajthoz a Le Mans-i 24 órás autóversenyen. 2004-ben az ötödik helyen ért célba, 2008-ban huszonharmadik lett, míg 2009-ben abszolút tizennyolcadik és a GT2-es kategória győztese lett.

## Eredményei

### Teljes Porsche Szuperkupa eredménylistája
(Táblázat értelmezése)

(Félkövér: pole-pozícióból indult; dőlt: leggyorsabb kört futott) 

| Év   | Csapat                       | 1     | 2     | 3     | 4      | 5      | 6     | 7     | 8     | 9     | 10    | 11     | 12      | Helyezés | Pont |
| ---- | ---------------------------- | ----- | ----- | ----- | ------ | ------ | ----- | ----- | ----- | ----- | ----- | ------ | ------- | -------- | ---- |
| 2002 | Team HP-Phoenix - PZK        | ITA   | ESP   | AUT   | MON    | GER Ki | GBR   | GER   | HUN   | BEL   | ITA   | USA    | USA     | HN‡      | 0‡   |
| 2003 | Infineon Team Farnbacher PZM | ITA 1 | ESP 1 | AUT 2 | MON Ki | GER 5  | FRA 4 | GBR 5 | GER 4 | HUN 2 | ITA 2 | USA Ki | USA Kiz | 3.       | 154  |

‡  Mivel vendégpilóta volt, ezért nem részesült pontokban.

### Le Mans-i 24 órás autóverseny
| Év   | Csapat                    | Csapattárs                           | Autó                   | Kategória | Kör | Összetett Helyezés | Kategória Helyezés |
| ---- | ------------------------- | ------------------------------------ | ---------------------- | --------- | --- | ------------------ | ------------------ |
| 2004 | Audi Sport UK Team Veloqx | Allan McNish Frank Biela             | Audi R8                | LMP1      | 350 | 5.                 | 5.                 |
| 2008 | Farnbacher Racing         | Pierre Ehret Lars-Erik Nielsen       | Ferrari F430 GT2       | GT2       | 317 | 23.                | 3.                 |
| 2009 | Risi Competizione         | Jaime Melo Mika Salo                 | Ferrari F430 GT2       | GT2       | 329 | 18.                | 1.                 |
| 2010 | Risi Competizione         | Jaime Melo Gianmaria Bruni           | Ferrari F430 GT2       | GT2       | 116 | Kiesett            | Kiesett            |
| 2011 | PeCom Racing              | Luís Pérez Companc Matías Russo      | Lola B11/40 - Judd     | LMP2      | 139 | Kiesett            | Kiesett            |
| 2012 | PeCom Racing              | Luís Pérez Companc Soheil Ayari      | Oreca 03 -Nissan       | LMP2      | 352 | 9.                 | 3.                 |
| 2013 | Pecom Racing              | Luís Pérez Companc Nicolas Minassian | Oreca 03 -Nissan       | LMP2      | 325 | 10.                | 4.                 |
| 2014 | AF Corse                  | Davide Rigon Olivier Beretta         | Ferrari 458 Italia GTC | GTE Pro   | 28  | Kiesett            | Kiesett            |
| 2015 | Team ByKolles             | Simon Trummer Tiago Monteiro         | CLM P1/01 - AER        | LMP1      | 260 | Kiz                | Kiz                |
| 2016 | Team ByKolles             | Simon Trummer Oliver Webb            | CLM P1/01 - AER        | LMP1      | 206 | Kiesett            | Kiesett            |
| 2017 | Risi Competizione         | Giancarlo Fisichella Toni Vilander   | Ferrari 488 GTE        | GTE Pro   | 72  | Kiesett            | Kiesett            |

### Teljes Európai Le Mans sorozat eredménylistája
(Táblázat értelmezése)

(Félkövér: pole-pozícióból indult; dőlt: leggyorsabb kört futott) 

| Év   | Csapat                    | Osztály | Autó                | Motor                  | 1     | 2      | 3      | 4      | 5      | Helyezés | Pont |
| ---- | ------------------------- | ------- | ------------------- | ---------------------- | ----- | ------ | ------ | ------ | ------ | -------- | ---- |
| 2004 | Audi Sport UK Team Veloqx | LMP1    | Audi R8             | Audi 3.6L Turbo V8     | MNZ 2 | NÜR 1  | SIL 1  | SPA Ki |        | 2.       | 28   |
| 2008 | Farnbacher Racing         | GT2     | Ferrari F430 GT     | Ferrari 4.0 L V8       | CAT 4 | MNZ 2  | SPA Ki | NÜR 10 | SIL 3  | 4.       | 19   |
| 2009 | Hankook Farnbacher Racing | GT2     | Ferrari F430 GT2    | Ferrari 4.0 L V8       | CAT   | SPA Ki | ALG 5  | NÜR 3  | SIL 5  | 7.       | 14   |
| 2010 | CRS Racing                | GT2     | Ferrari F430 GT2    | Ferrari 4.0 L V8       | LEC 4 | SPA 15 | ALG 11 | HUN    | SIL 13 | 13.      | 30   |
| 2011 | Pecom Racing              | LMP2    | Lola B11/40         | Judd -BMW HK 3.6 L V8  | LEC 2 | SPA Ki | IMO 4  | SIL Ki | EST Ki | 10.      | 22   |
| 2012 | Pecom Racing              | LMP2    | Oreca 03            | Nissan VK45DE 4.5 L V8 | LEC 7 | DON 5  | PET    |        |        | 9.       | 16   |
| 2014 | AT Racing                 | GTE     | Ferrari F458 Italia | Ferrari 4.5 L V8       | SIL 4 | IMO 4  | RBR 4  | LEC 2  | EST 6  | 5.       | 62   |

### Teljes DTM eredménylistája
(Táblázat értelmezése)

(Félkövér: pole-pozícióból indult; dőlt: leggyorsabb kört futott) 

| Év   | Csapat                  | 1       | 2      | 3      | 4      | 5      | 6      | 7      | 8      | 9      | 10     | 11     | Helyezés | Pont |
| ---- | ----------------------- | ------- | ------ | ------ | ------ | ------ | ------ | ------ | ------ | ------ | ------ | ------ | -------- | ---- |
| 2005 | Audi Sport Team Joest   | HOC 13† | LAU 5  | SPA 14 | BRN 12 | OSC 17 | NOR 8  | NÜR 18 | ZAN 11 | LAU Ki | IST Ki | HOC 10 | 15.      | 5    |
| 2006 | Audi Sport Team Phoenix | HOC Ki  | LAU 10 | OSC 10 | BRH 9  | NOR 8  | NÜR 14 | ZAN 9  | CAT Ki | BUG 12 | HOC HN |        | 16.      | 1    |

### Teljes Német Porsche Carrera kupa eredménylistája
(Táblázat értelmezése)

(Félkövér: pole-pozícióból indult; dőlt: leggyorsabb kört futott) 

| Év   | Csapat              | 1      | 2      | 3        | 4       | 5      | 6      | 7     | 8     | 9      | Helyezés | Pont |
| ---- | ------------------- | ------ | ------ | -------- | ------- | ------ | ------ | ----- | ----- | ------ | -------- | ---- |
| 2007 | Schnabl Engineering | HOC 12 | OSC 11 | LAU 1 12 | LAU 2 9 | NOR Ki | ZAN 20 | NÜR 5 | CAT 9 | HOC 10 | 12.      | 48   |

### Teljes FIA World Endurance Championship eredménysorozata
(Táblázat értelmezése)

(Félkövér: pole-pozícióból indult; dőlt: leggyorsabb kört futott) 

| Év   | Csapat               | Osztály | Autó      | Motor                        | 1     | 2     | 3       | 4      | 5      | 6      | 7      | 8      | 9     | Helyezés | Pont |
| ---- | -------------------- | ------- | --------- | ---------------------------- | ----- | ----- | ------- | ------ | ------ | ------ | ------ | ------ | ----- | -------- | ---- |
| 2012 | PeCom Racing         | LMP2    | Oreca 03  | Nissan VK45DE 4.5 V8         | SEB 3 | SPA 6 | LMS 2   | SIL 3  | SÃO 2  | BHR 1  | FUJ 4  | SHA 4  |       | 16.      | 34.5 |
| 2013 | PeCom Racing         | LMP2    | Oreca 03  | Nissan VK45DE 4.5 V8         | SIL 3 | SPA 1 | LMS 4   | SÃO 3  | COA 2  | FUJ 5  | SHA Ki | BHR 7  |       | 4.       | 110  |
| 2014 | Lotus                | LMP1    | CLM P1/01 | AER P60 V6 Turbochargert     | SIL   | SPA   | LMS     | COA    | FUJ Ki | SHA 14 | BHR Ki | SÃO Ki |       | 26.      | 0,5  |
| 2015 | Team ByKolles        | LMP1    | CLM P1/01 | AER P60 2.4 V6 t             | SIL   | SPA   | LMS Kiz | NÜR 15 | COA 8  | FUJ 8  | SHA 8  | BHR 12 |       | 15.      | 13   |
| 2016 | ByKolles Racing Team | LMP1    | CLM P1/01 | AER P60 2.4 V6 Turbochargert | SIL   | SPA   | LMS Ki  | NÜR Ki | MEX 14 | COA    | FUJ Ki | SHA 7  | BHR 8 | 22.      | 10,5 |

† A versenyt nem fejezte be, de helyezését értékelték, mert a versenytáv több, mint 75%-át teljesítette.

### Teljes Blancpain GT Európa eredménylistája
(Táblázat értelmezése)

(Félkövér: pole-pozícióból indult; dőlt: leggyorsabb kört futott) 

| Év   | Csapat            | Autó        | Osztály | 1        | 2        | 3        | 4        | 5        | 6        | 7        | 8        | 9       | 10       | Helyezés | Pont |
| ---- | ----------------- | ----------- | ------- | -------- | -------- | -------- | -------- | -------- | -------- | -------- | -------- | ------- | -------- | -------- | ---- |
| 2018 | Attempto Racing   | Audi R8 LMS | Pro     | ZOL 1 Ki | ZOL 2 14 | BRH 1 6  | BRH 2 12 | MIS 1 Ki | MIS 2 12 | HUN 1 12 | HUN 2 17 | NÜR 1 8 | NÜR 2 12 | 21.      | 6,5  |
| 2019 | Audi Sport Italia | Audi R8 LMS | Pro     | BRH 1    | BRH 2    | MIS 1 16 | MIS 2 20 | ZAN 1    | ZAN 2    | NÜR 1    | NÜR 2    | HUN 1   | HUN 2    | HN       | 0    |

* A szezon jelenleg is zajlik.